# Ройзман, Израиль Ильич
Израиль Ильич Ройзман (также Израил Ильич; род. 16 сентября 1928, Кишинёв) — молдавский советский экономист, доктор экономических наук (1980), профессор (1981). Заслуженный деятель науки Молдавской ССР (1990).

## Биография
Окончил Московский финансовый институт (1952). До 1960 года работал в Государственном управлении по статистике, затем в Институте экономики АН Молдавской ССР (заведующий лабораторией и профессор). Кандидатскую диссертацию защитил в 1966 году по теме «Совершенствование методики заводского планирования экономической эффективности внедрения новой техники (на примере предприятий консервной промышленности Молдавской ССР)»; докторскую — в 1980 году в Таллине по теме «Эффективность производственной деятельности промышленного предприятия (экономическое содержание и обобщающий измеритель)», опубликована отдельной монографией. С 1993 года работал в Совете по изучению производительных сил при Министерстве экономики Российской Федерации и Министерстве по делам содружества СНГ в Москве, эксперт-консультант Совета по изучению производительных сил Минэкономразвития России и РАН.
Основные труды — в области оценки эффективности производства в период перехода к рыночной экономике, по инвестициям в основной капитал, проблемам оценки инвестиционного климата.

## Монографии
- О методике определения себестоимости в консервной промышленности при исчислении экономической эффективности новой техники (На примере производства виноградного сока). Кишинёв: Штиинца, 1962.
- Совершенствование планирования и экономическая эффективность капитальных вложений (на примере промышленности МССР). Кишинёв: Картя молдовеняскэ, 1963.
- Вопросы эффективности капитальных вложений в народное хозяйство МССР. Кишинёв: Картя молдовеняскэ, 1965.[6]
- Заводская эффективность производства: экономическое содержание и проблемы измерения. Кишинёв: Штиинца, 1972.
- Эффективность производственной деятельности промышленного предприятия: экономическое содержание и обобщающий измеритель. Кишинёв: Штиинца, 1977.
- Народнохозяйственная и хозрасчётная эффективность производства. Кишинёв: Штиинца, 1981.
- Хозрасчётные методы деятельности в среднем звене промышленного производства (На примере объединения «Молдсахарпром»). Кишинёв: МолдНИИНТИ, 1984.
- Экономические методы повышения народнохозяйственных результатов в промышленности. Кишинёв: Штиинца, 1986.
- От экономических экспериментов к новой целостной системе хозяйствования. Кишинёв: Картя молдовеняскэ, 1988.[7]

## Публикации
- Оценка эффективности инвестиционных проектов: учёт региональных рисков. // Инвестиции в России. — 1998. — № 10. С. 13—20.
- Определитель текущей и перспективной инвестиционной привлекательности отраслей российской промышленности. // Труды Союза экономистов и вольного экономического общества России. — 1998. — т. 5.
- Комплексная оценка и анализ инвестиционной активности в субъектах РФ: межрегиональная дифференциация. // Экономика строительства. — 2000. — № 10. — С. 28.
- Комплексная оценка инвестиционной привлекательности и инвестиционной активности российских регионов: методика определения и анализ взаимосвязей. // Инвестиции в России. — 2001. — № 4. — С. 5—16.
- Типология инвестиционного климата регионов на новом этапе развития российской экономики. // Инвестиции в России. — 2003. — № 3. — С. 7—8.
- Современная и перспективная типология инвестиционного климата российских регионов // Инвестиции в России. — 2006. — № 3. — С. 3—15.
- Динамика инвестиционной привлекательности и инвестиционной конкурентоспособности российских регионов в среднесрочной перспективе. // Инвестиции в России. — 2008. — № 9. — С. 3—14.
- Совершенствование метода и новые результаты оценки инвестиционной активности в регионах России. // Федерализм. — 2013. — № 4 (72).